# Dżalal Talebi
Dżalal Talebi (pers. ‏جلال طالبی‎, ur. 23 marca 1942 w Teheranie) – irański piłkarz i trener.

## Kariera zawodnicza
Talebi swą krótką karierę spędził w dwóch klubach: Daraei Teheran i Taj Teheran. Zdaniem byłych zawodników i ekspertów był jednym z najlepszych pomocników w historii irańskiej piłki nożnej. Znany głównie z gry głową, skoczności i umiejętności gry z piłką. Z reprezentacją pojechał na turniej olimpijski w Tokio 1964.

## Kariera trenerska
Talebi uczestniczył w szkole trenerów Chelsea F.C. w latach 1971–1973. Potem trenował reprezentacją Iranu do lat 20.
Dwukrotnie prowadził seniorską kadrę Iranu. W 1998 roku był menedżerem drużyny narodowej na mundialu 1998. Został powołany na to stanowisko przed turniejem w miejsce Tomislava Ivicia, który przegrał towarzyski mecz z Romą 1-7. Talebi doprowadził Iran do jedynego jak dotąd zwycięstwa w meczu Mistrzostw Świata (wcześniej 1978 remis i 2 porażki oraz później 2006 także remis i 2 porażki). Zwycięski mecz odbył się 21 czerwca 1998 w Lyonie na Stade de Gerland. Iran pokonał reprezentację USA 2-1, ale pozostałe spotkania przegrał i wracał do domu po fazie grupowej. Po finałach Mistrzostw Świata 20 sierpnia 1998 zrezygnował z prowadzenia kadry.
Do reprezentacji powrócił w 2000 roku na Puchar Azji odbywający się w Libanie. Zrezygnował po eliminacji Iranu na ćwierćfinale.
Poza tym trenował jeszcze Geylang United z S-League, olimpijską kadrę Indonezji, reprezentacją Syrii i Al-Taliya z Syryjskiej Premier League.

## Życie prywatne
Obecnie mieszka w Palo Alto w Kalifornii z żoną i trzema synami. Do USA wyjechał w 1981 roku.